# Nicomede Bianchi

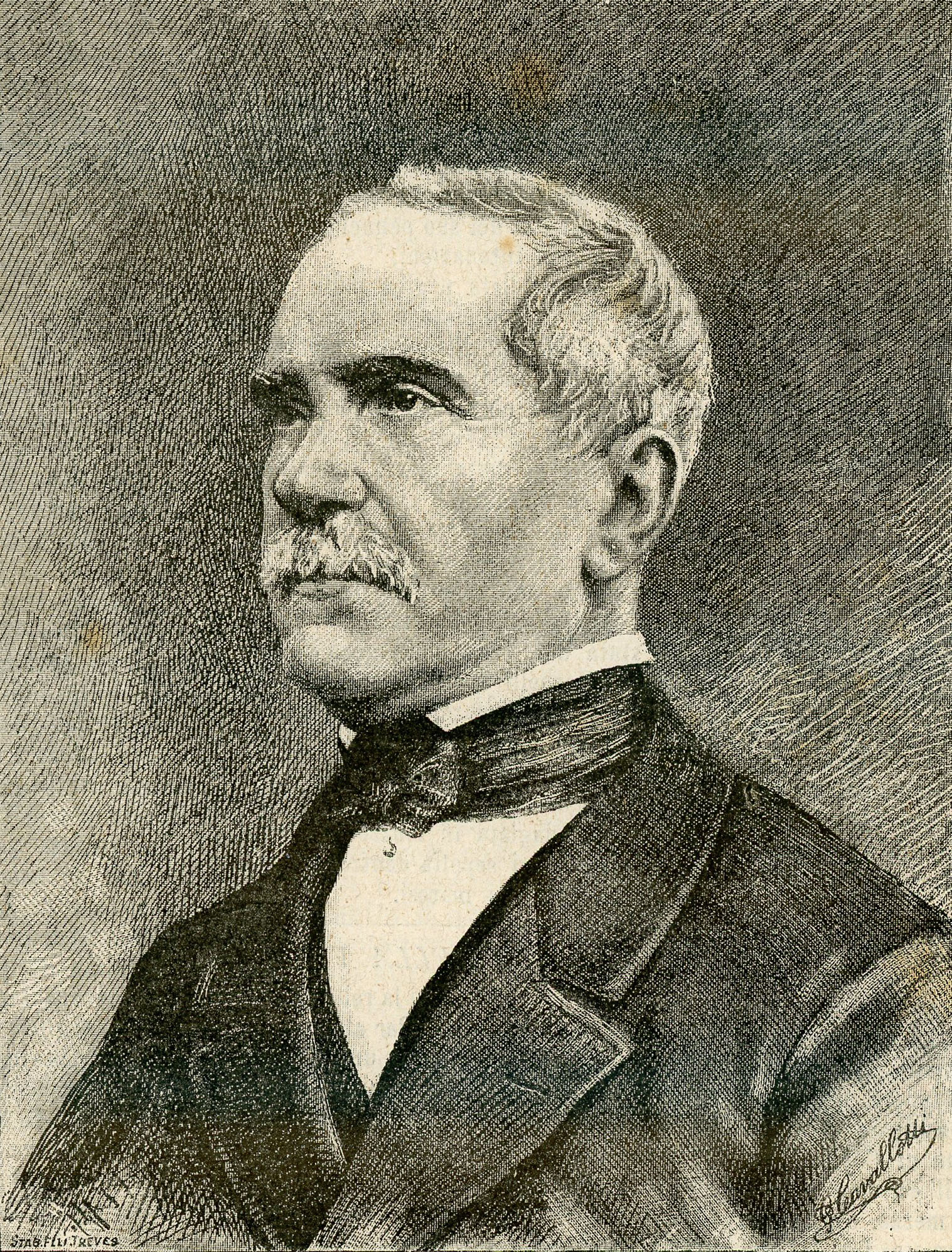
Nicomede Bianchi.

Nicomede Bianchi, född den 19 september 1818 i Reggio, död den 6 februari 1886 i Turin, var en italiensk historiker.
Bianchi var 1848 medlem av den provisoriska regeringen i Modena och Reggio, men flyttade 1849 efter reaktionen över till Sardinien, där han en tid var lärare i historia i Nizza och Turin. År 1864 utnämndes Bianchi till sekreterare vid undervisningsministeriet och 1871 till chef för det piemontesiska statsarkivet. År 1881 blev han senator. Hans främsta verk är Storia documentata della diplomazia europea in Italia dal 1814 al 1861 (8 band, 1865–1872) och det ofullbordade Storia della monarchia piemontese dal 1773 al 1861 (4 band, 1877–1884).